# José Cid

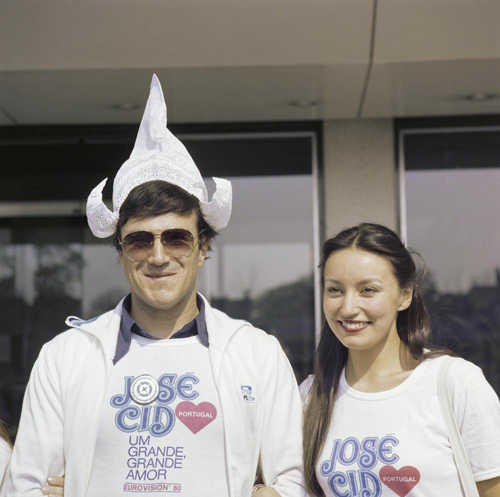
José Cid am Rande seines Eurovisionsauftritts 1980

José Cid (* 4. Februar 1942 in Chamusca als José Albano Cid de Ferreira Tavares) ist ein portugiesischer Sänger und Komponist.

## Leben
Nach einem Jurastudium war er 1967 Mitbegründer der stilprägenden portugiesischen Progressive-Rock-Band Quarteto 1111, in der er als Komponist, Sänger und Keyboarder agierte. Ab Anfang der 1970er Jahre produzierte er auch Solo-Alben in diesem Genre. Ab Mitte der 1970er Jahre wandte er sich mit seiner neuen Band Green Windows kommerziellerem Sound zu. Die Gruppe nahm 1974 am Festival da Canção teil, als Solosänger versuchte sich Cid 1977 nochmals, und bei der Teilnahme 1980 ging er als Sieger hervor. Daher durfte er beim Eurovision Song Contest 1980 mit dem Schlager Um grande, grande amor für Portugal antreten und erreichte Platz sieben.
Von ihm geschriebene Titel nahmen danach an mehreren Ausgaben des Festival da Canção teil und kamen teils auch in die Endauswahl, sein Titel Se eu te pudesse abraçar der Gruppe Alma Lusa gewann dabei die Vorauswahl und vertrat Portugal beim Eurovision Song Contest 1998.
José Cid hat sich in Portugal als einer der bekanntesten Pop-Rock-Sänger etabliert und veröffentlichte eine Vielzahl an Alben und hat zahlreiche Auftritte live und im Fernsehprogramm absolviert. Auch international erfuhr er einige Aufmerksamkeit, insbesondere unter Freunden des Progressive Rock.
2019 wurde er mit einem Emmy für einen Titelsong einer Telenovela ausgezeichnet und bekam 2019 den Latin Grammy Award für sein Lebenswerk, nach Carlos do Carmo (2014) als zweiter portugiesischer Grammy-Preisträger.
José Cid ist in vierter Ehe mit der osttimoresischen Journalistin, Malerin und Politikerin Maria Gabriela Guterres Viegas Carrascalão verheiratet, die der Carrascalão-Familie entstammt. Er hat eine Tochter, Ana Sofia (* 1964), die aus seiner ersten Ehe stammt und einen Sohn hat.

## Diskografie

### Alben
| Jahr | Titel                         | Höchstplatzierung, Gesamtwochen, AuszeichnungChartsChartplatzierungen (Jahr, Titel, Platzierungen, Wochen, Auszeichnungen, Anmerkungen) | Anmerkungen |
| Jahr | Titel                         | PT | Anmerkungen |
| ---- | ----------------------------- | --- | ----------- |
| 2006 | Baladas da minha vida         | PT4 (16 Wo.)PT |             |
| 2009 | Coisa do amor e do mar        | PT28 (1 Wo.)PT |             |
| 2011 | Quem tem medo de baladas      | PT6 (6 Wo.)PT |             |
| 2015 | Menino prodigio               | PT12 (3 Wo.)PT |             |
| 2018 | Clube dos corações solitários | PT27 (2 Wo.)PT |             |
| 2019 | Fados, fandangos, malhões...  | PT32 (1 Wo.)PT |             |
| 2022 | Vozes do além                 | PT3 (4 Wo.)PT |             |

### Videoalben
- 2008: Ao Vivo No Campo Pequeno (PT: ×2Doppelplatin )[2]

## Auszeichnungen (Auswahl)
- 2019: Latin Grammy für sein Lebenswerk
- 2018: Globo de Ouro, Ehrenpreis (Prémio Mérito e Excelência)
- 2010: International Emmy Award für „Meu Amor“, Titelsong der gleichnamigen Telenovela des portugiesischen Senders TVI
- 2009: Preis für sein Lebenswerk der Portugiesischen Autorengesellschaft SPA